# Sherlock Brothers
Sherlock Brothers är ett alternativ rock-band med postgrungeinfluenser, som startade 2004 i Enköping.
Bandet gav ut sitt första, egenproducerade album i början av 2009. Den första singeln "Sleeping Silence" spelades på svensk radio. 2010 skrev bandet på med Ninetone Records. Samma år gavs singeln "Stay" ut. Den spelades flitigt främst på radiokanalen Bandit Rock. I februari 2011 gavs den andra singeln '"Where Is Nowhere" ut, och kort därefter kom debutalbumet Black Cat Tango.
Bandet vann Bandit Rocks utmärkelse "Årets svenska genombrott" 2011, och tog emot priset under galan som hölls 2 april samma år.

## Medlemmar
- André Andersson – sång
- Marcus Hellgren – gitarr
- Alexander Nordqvist – gitarr
- Johan Andersson – basgitarr
- Andreas Lindqvist – trummor

## Diskografi
Album
- 2009 – Sherlock Brothers
- 2011 – Black Cat Tango

Singlar
- 2009 – "Sleeping Silence"
- 2010 – "Stay"
- 2011 – "Where Is Nowhere"
- 2012 – "Why"